# 森知也
森 知也（もり ともや、1967年10月7日 - ）は、日本の経済学者。都市経済学、空間経済学専攻。京都大学経済研究所教授、東京大学空間情報科学研究センター客員教授、経済産業研究所ファカルティーフェロー。

## 人物・経歴
1990年岐阜大学工学部土木工学科卒業。1996年ペンシルヴァニア大学大学院地域科学研究科博士課程修了、Ph.D.。同年京都大学経済研究所助教授。1999年カトリック・ルーベン大学CORE客員研究員。2004年応用地域学会坂下賞受賞。2005年Regional Science and Urban Economics編集委員。2009年京都大学経済研究所教授。2010年京都大学経済研究附属複雑系経済研究センター長。2011年経済産業研究所ファカルティフェロー。2012年東京大学空間情報科学研究センター客員教授、Papers in Regional Science編集委員。2018年京都大学経済研究所附属複雑系経済研究センター長、大林財団選考委員。2021年村田学術振興財団選考委員。専門は都市経済学、空間経済学。